# Piero Puricelli
Piero Puricelli (1883-1951) es conocido como ingeniero de Caminos italiano, colaborador del primer proyecto de autobahn en Alemania, en concreto en el proyecto HaFraBa. Fue un visionario capaz de lanzar a su país a la construcción de la primera autopista de Europa, fundador del "Comite de Patronage", ideó la "La vie d'Italia" y ya el 26 de marzo de 1923 se inauguró el tramo Milán-Laghi (Hoy en día la Autostrada dei Laghi). En España construyó la Carretera de la República, en la Sierra de Guadarrama.
- Datos: Q1159008
- Multimedia: Piero Puricelli / Q1159008